# Hogesnelheidslijn Nord

LGV Nord

De LGV Nord is een hogesnelheidslijn in Frankrijk en België en bestaat uit drie trajectdelen die bij de aansluiting Fretin samenkomen:
- Parijs (aansluiting Gonesse) tot de aansluiting Fretin.
- Van de aansluiting Fretin tot Calais-Fréthun en de kanaaltunnel, inclusief station Lille-Europe.
- Van de aansluiting Fretin tot de Belgische grens en daarna als de Belgische HSL 1 verder tot Halle (Brussel).

Deze hogesnelheidslijn wordt gebruikt door hogesnelheidstreinen Londen - Parijs (Eurostar) en Londen - Brussel. Daarnaast wordt deze hogesnelheidslijn ook gebruikt voor de hogesnelheidstreinen tussen Parijs en Brussel (Eurostar) naast meer Franse hogesnelheidsdiensten zoals Parijs - Lille.

## Tijdslijn
- Op 23 mei 1993 werd het eerste traject Parijs - Arras geopend
- Op 26 september 1993 werd het aansluitend traject van Arras tot Calais en tot de kanaaltunnel geopend.
- In mei 1994 werd de kanaaltunnel geopend. Na een eerste testperiode reden de eerste Eurostartreinen op 14 december 1994 tussen Londen en Parijs.
- 2 juni 1996 werd het traject tot de Belgische grens geopend. (voorlopig tot de aansluiting van de spoorlijn 78 op Belgische HSL 1. De rest van de hogesnelheidslijn werd geopend op 14 december 1997)

## Trajecten
Voor de nadere beschrijving van de deeltrajecten, zie:
- Hogesnelheidslijn Gonesse - Lille-grens
- Hogesnelheidslijn Fretin - Fréthun